# Франк, Андре Гундер
Андре Гундер Франк (нем. Andre Gunder Frank; 24 февраля 1929, Берлин — 23 апреля 2005, Люксембург) — немецкий экономист, социолог и политолог, один из основоположников мир-системного анализа и теории зависимого развития. Использовал некоторые марксистские концепты из политической экономии.

## Биография
Сын немецкого писателя Леонгарда Франка, Андре Франк родился в Германии, покинув её вместе с семьёй, после прихода к власти нацистов в 1933 году. Начальное образование получил в Швейцарии, где поселилась его семья, до окончательной эмиграции в Соединенные Штаты в 1941 году.
Учился экономике в Суортмор-колледже в Филадельфии. Защитил докторскую диссертацию по экономике на тему «Колхозная организация производства на Украине» в Чикагском университете в 1957 году под руководством знаменитого экономиста Милтона Фридмана.
В конце 1950-х занимался преподаванием в нескольких американских университетах. Поездка в Киев в 1960 году едва не обернулась большими неприятностями, как иностранному специалисту, осмелившемуся критиковать и доказывать неэффективность коллективных хозяйств в СССР.
В 1962 году переехал в Латинскую Америку, работал в качестве профессора социологии и экономики в Университете Чили, затем стал экономическим советником Сальвадора Альенде, покинув страну после военного переворота в 1973 году. Как один из «чикагских мальчиков», написал «Открытое письмо Арнольду Харбергеру и Милтону Фридману», где в острых эмоциональных тонах критиковал шоковую терапию доктрины свободного рынка.
Преподавал во многих ведущих университетах мира на факультетах антропологии, экономики, истории, политологии и социологии. Неоднократный обладатель премий за свои работы, в 1989 году награждён Ассоциацией Международных Исследований как выдающийся учёный в области глобальной политической экономии.
В 1994 году он ушёл в отставку как почетный профессор Амстердамского университета.
Франк умер в 2005 году от осложнений, связанных с раком.

## Идеи
А. Г. Франк затрагивал широкий круг тем, включая анализ экономических процессов в современном мире, роль социальных движений, мировую историю и политику.
Несмотря на то, что исследования, разрабатывающие проблематику зависимости появились ещё в 1950-х годах, концептуализация модели центр-периферия считается основной заслугой Франка, помимо этого, также одного из первых кто ввел в научный оборот понятие Третьего мира.
В своем анализе неразвитости Франк выступил с общей критикой теории модернизации, классического марксизма и либеральных направлений экономической мысли, опирающихся, с его точки зрения, на нерепрезентативный по масштабу исторический опыт. В разработанном им, на материале Латинской Америки, варианте теории зависимости отсталость и неразвитость не являются естественными этапами в исторической эволюции, присущими всем государствам. С точки зрения Франка, устойчивый экономический рост развитых держав обусловлен процессом неэквивалентного обмена со слаборазвитыми и развивающимися странами, когда в течение долгого времени ресурсы и капитал государств-периферии присваиваются более развитой метрополией. В долгосрочной перспективе это ведет к развитию экономической отсталости традиционных обществ и повторению подобных отношений на внутреннем уровне, когда устанавливается отчуждение прибавочного продукта в пользу мегаполисов, зачастую образуемых как центры колониальной эксплуатации, и зависимая отсталость сельских районов. Франк полагал, что приемлемые условия для развития периферии возможны при отстранённости от мировой торговли и экономического прогресса, ориентированного на удовлетворение национальных потребностей.
Исследуя мировые экономические кризисы с начала 1970-х гг., включая нефтяной кризис 1973—1975 гг., он предсказывал отказ от кейнсианства в пользу монетаризма, насильственное насаждение экономической либерализации в странах Третьего мира и всплеск кризисных явлений во Втором. Все эти процессы, по мнению Франка, обусловлены динамикой глубокого спада в рамках мировой экономики, которая будучи глобальной включает в свою орбиту и «социалистический» лагерь. В своих последних эссе, он предупреждал о надвигающемся экономическом кризисе, а также рассматривал военное вторжение в Ирак и Афганистан, как «Третью мировую войну против Третьего Мира», утверждая, что могущество США опирается на монопольную эмиссию доллара в качестве мировой валюты, непревзойдённую военную мощь и масштабную идеологическую медиа-индустрию.

### Мир-системный подход
В рамках разрабатываемой им версии мир-системного анализа, Франк считал идеологическими и ненаучными такие определения, как «капитализм, феодализм и социализм», полагая, что формы «капиталистического» накопления могут быть найдены намного раньше «долгого шестнадцатого века». Он выдвигал центр-периферийную структуру Мировой Системы, последовательно сменяющуюся гегемонию, а также накопление и реинвестирование капитала в качестве основополагающих характеристик всего исторического процесса, вне зависимости от бесконечных споров об экономической «модели» и политической «системы». В таком ключе временные периоды рождения и развития современного «капитализма», на которых останавливают своё внимание многие исследователи, включая Карла Маркса, Макса Вебера и Фернана Броделя, являются, с точки зрения Франка, не более чем фазами расширения, структурных изменений и кульминационного роста в рамках единой Мировой Системы.
Основная методологическая особенность его Мир-Системного подхода — наличие единой, взаимозависимой глобальной системы, которая возникла не менее 5000 лет тому назад, а затем через многочисленные циклы экспансии и консолидации охватила собой весь мир. Франк полагал, что центр экономического доминирования, возникнув в Азии, затем смещался на запад — в Средиземноморье, Западную Европу, Северную Америку — теперь вновь возвращаясь обратно, особенно в Китай и в страны т. н. «азиатских тигров». Предпочитая говорить об одной «Мир-Системе» с заглавных букв, он обращал внимание на то, что констатация возможности параллельного существования в мире десятков и сотен различных систем — лишена смысла, поскольку становится совершенно непонятно, каким образом обозначать каждую из них как «мир-систему».

## Отзывы
Российский историк Андрей Коротаев в совместной работе с Леонидом Грининым, полагают, что несмотря на то, что Мир-Системная теория, разработанная Франком, известна меньше версии Валлерстайна, тем не менее, она несет в себе несравненно большую научную ценность и логичность.
Известный экономист и социолог Джованни Арриги писал о нём, что: «Гундер бил в одну точку, круша все подряд, как северный варвар. Однако, надо признать, Гундер все-таки пару раз находил верную точку — с идеей структурной зависимости периферии или с исключительной исторической важностью Китая и вообще Азии. Поэтому, как ни трудно, с Гундером надо было работать всерьез».

## Семья
Отец — немецкий романист, новеллист, драматург Леонгард Франк.
Мать — Елена Макенн Пенсвер.
Первая жена — Марта Фуэнтес, с которой он написал несколько исследований об общественных движениях. Два сына. Марта умерла в Амстердаме в июне 1993 года.
Вторая жена — социолог Нэнси Хауэлл, подруга на протяжении сорока лет, жили в Торонто.
Третья жена — Элисон Кандела.

## Работы
Автор более 880 статей и многих книг (переведены на 27 языков), в том числе:
- «Капитализм и отсталость в Латинской Америке» (Capitalism and Underdevelopment in Latin America, 1967)
- «Латинская Америка: отсталость или революция» (Latin America: Underdevelopment or revolution, 1969)
- «Капиталистическая отсталость» (On Capitalist Underdevelopment, 1975)
- «Мировое накопление. 1492—1789» (World Accumulation, 1492—1789; 1978)
- «Кризис в мировой экономике» (Crisis in the World Economy, 1980).
- «Кризис в Третьем мире» (Crisis in the Third World, 1981)
- «Динамика мирового кризиса» (Dynamics of Global Crisis, 1982 г.; в соавторстве с С. Амином, И. Валлерстайном и Дж. Арриги)
- «Европейский вызов» (The European Challenge: front Atlantic alliance to Pan-European entente for peace and jobs, 1983)
- «Критика и антикритика» (Critique and Anti-Critique, 1984)[17]. Рец. проф. Уолтера Л. Голдфранка][* 1]
- «Мировая система: пять сотен лет или пять тысяч?» (The World System: Five Hundred Years or Five Thousand? 1993).
- «Новый Восток. Глобальная экономика в эпоху Азии» (ReOrient: Global Economy in the Asian Age, 1998)

### Тексты на русском
- А. Г. Франк. Голый гегемон. Дядя Сэм не платит по счетам и не возвращает полученные деньги.
- Развитие неразвитости (1966)
- А. Г. Франк, Барри К. Джиллс. Пять тысяч лет мировой системы в теории и практике. web.archive.org. Дата обращения: 4 марта 2016.